# WNBM
WNBM（103.9 FM），是一家位于纽约市布朗克斯的广播电台。该电台由积云传媒公司（英语: Cumulus Media）经营，主要播出节奏布鲁斯（R&B）音乐。WNBM目前在布朗克斯的蒙特弗奥斯医疗中心（英语: Montefiore Medical Center）楼顶发射，发射功率980瓦。由于发射功率小，该台纽约市部分地区收听信号较弱。